# Skade
Skade (från fornisländskan Skaði) är i nordisk mytologi jätten Tjatses dotter. Hon har blivit jaktens och skidåkningens gudinna. Skade kallas även Öndurdís eller Ǫndurdís (”skid-disan”), vilket antyder att hon hörde hemma i fjällvärlden, där hon brukade jaga med pil och båge. 

## Mytologi

### Äktenskapet med Njord
Skade var dotter till jätten Tjatse. När hennes far dödades av asarna, då han förföljde Loke och Idun, tog Skade på sig brynja och hjälm och begav sig till Asgård.   Detta visar att hon är en ringkvinna, det vill säga en kvinnlig arvtagare, som kan kräva förlikning i form av ett fördelaktigt äktenskap av den motsatta parten.
I Asgård blev hon  erbjuden att  välja en make bland gudarna. Skade ville ha den vackre Balder, Odens son, men fick vid valet bara se deras fötter. Hon såg då en med de vackraste fötter och valde honom i tro att det var Balder men det var Njord, eftersom han hade ovanligt vackra fötter - som en havsgud bör ha. Äktenskapet mellan Skade och Njord blev dock inte speciellt lyckat. Njord längtade till havet och måsarna och Skade till fjällen och vargarna. Inledningsvis försöker de stanna nio nätter vardera i Skades boning Trymheim i fjällen och Noatun, Njords boning vid havet, men det fungerade inte.
Så här klagade Njord före skilsmässan: 
"Leda är mig bergen - / jag var inte länge där/ bara nio nätter./ Vargars yl / lät alltför illa/ mot svanarnas sång."
Då sade Skade: "Sova kunde jag inte/ på havets bädd/ för fåglarnas skrän./ Han väcker mig, / som kommer från havet / varje morgon: måsen."
Istället förenade sig Skade med Oden och födde honom många söner, bland dem Säming, som blir stamfader till Ladejarlarna i Trondheim.
Hon föredrog att leva ensam på sin faders gård i fjällen, som hon sade till Loke: "...vet att från mina/ marker och gårdar/ kommer kalla råd att nå dig."

### Sagan om Loke
Skades relation till Loke var mycket frostig, eftersom han skröt med att han var den förste vid dråpet av hennes far. Samtidigt antyder myterna och inte minst Loke själv att hon minsann visat andra känslor: "Lättsammare var du/ den gången när Loke bjöds att dela din bädd." Däremot framförs dessa anklagelser i Loketrätan, en dikt som består av förolämpningar mot många asar, utan belägg från andra källor. I varje fall kom Skade att längta efter hämnd och hon fick genomföra den, när Loke fängslas. Då tog hon en giftorm och fäste den så att giftet droppade ner i hans ansikte. Hans hustru Sigyn stod dock bredvid och höll ett fat för att fånga upp giftdropparna

## Namn
Betydelsen av namnet Skade har varit omdiskuterat, men man lutar numera åt betydelse "skugga". Äldre forskning har velat härleda namnet till Skandinavien, men dessa förslag har knappast varit övertygande.
Öndurdís eller Ǫndurdís vilket översatts skid-disen är delvis korrekt. Ondur var höger skida, medan vänster hette just skida. Den högra var kortare och kläddes med skinn på undersidan medan den vänstra tillverkades av tjurved och användes för att glida på. 

## Bilder

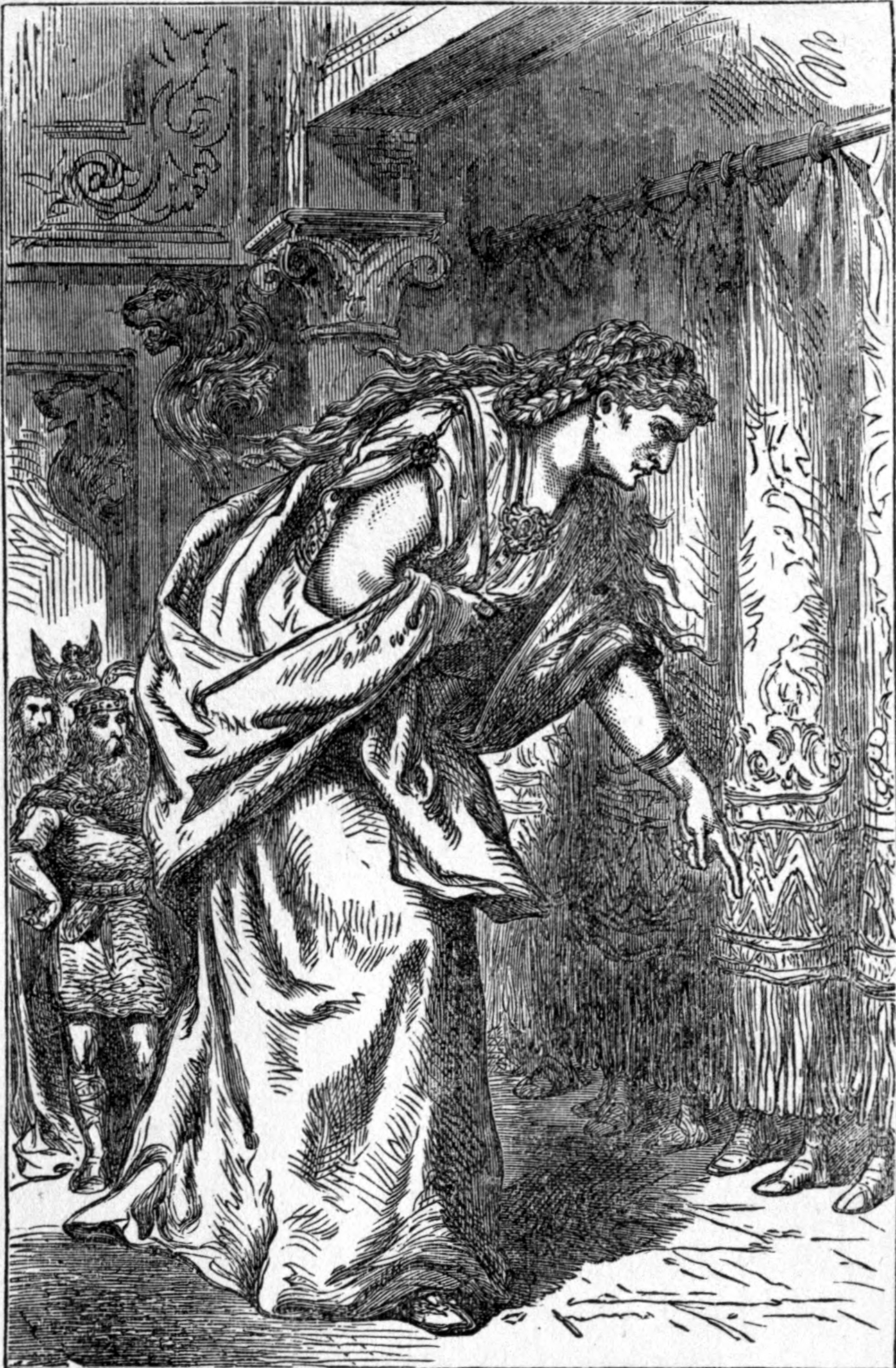
Skade väljer sin man genom att se vems fötter som är vackrast.
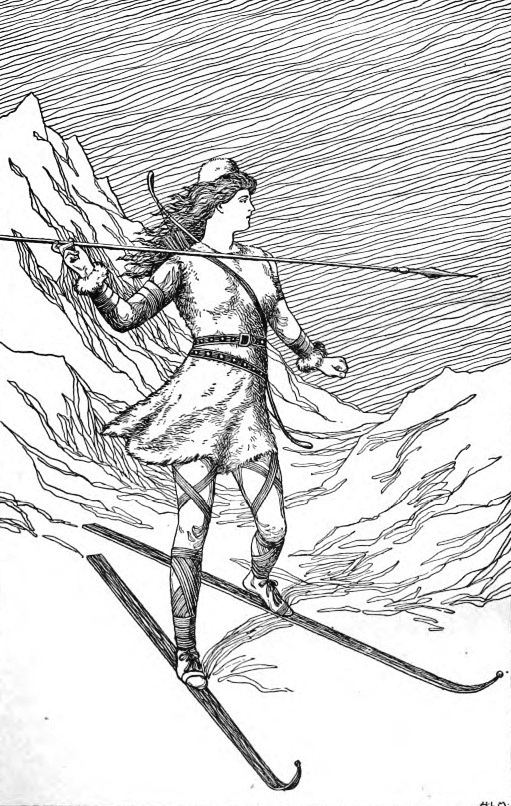
Skade jagar bland bergen.